# Synaldis hirsuta
Synaldis hirsuta är en stekelart som beskrevs av Papp 1994. Synaldis hirsuta ingår i släktet Synaldis och familjen bracksteklar. Inga underarter finns listade i Catalogue of Life.